# Higashiōmi
Higashiōmi (東近江市?)  Ōmi orientale è una città giapponese della prefettura di Shiga.